# Entspannungsverfahren
Entspannungsverfahren oder Entspannungstechniken (synonym: Entspannungsmethoden) sind übende Verfahren zur Verringerung körperlicher und geistiger Anspannung oder Erregung. Körperliche Entspannung und das Erleben von Gelassenheit, Zufriedenheit und Wohlbefinden sind eng miteinander verbunden. Entspannungsverfahren werden als Behandlungsverfahren in der Psychotherapie und allgemein zur Psychohygiene genutzt.
Für die Übung der Entspannungsverfahren gibt es ritualisierte Settings, in denen eine bestimmte Zeitdauer der Übung mit festgelegten Übungsphasen, eine bestimmte körperliche Haltung, zumeist Sitzen oder Liegen, und die Konzentration auf bestimmte Vorstellungen oder Empfindungen vorgegeben werden.

## Grundlagen
Ziel aller Entspannungsverfahren ist die Entspannungsreaktion, die sich auf neuronaler Ebene in einer Aktivierung des Parasympathikus und einer Schwächung des Sympathikus äußert. Auf der körperlichen Ebene wird der Muskeltonus verringert, die Reflextätigkeit vermindert, werden die peripheren Gefäße erweitert, wird die Herzfrequenz verlangsamt, der arterielle Blutdruck gesenkt, der Sauerstoffverbrauch reduziert, die Hautleitfähigkeit verringert, und zentralnervös werden die hirnelektrischen und neurovaskulären Aktivitäten verändert. Auf der psychologischen Ebene wird in der Entspannungsreaktion Gelassenheit, Zufriedenheit und Wohlbefinden erlebt und die Konzentrationsfähigkeit und Differenzierungsfähigkeit der körperlichen Wahrnehmung ist verbessert.
Alle Entspannungsverfahren zielen durch häufiges Wiederholen der Entspannungsreaktion auf eine Bahnung und Stabilisierung derselben im Zentralnervensystem ab. Je länger ein Entspannungsverfahren geübt ist, also je öfter und stärker die Entspannungsreaktion wiederholt wurde, desto schneller und leichter kann sie aufgrund von Konditionierungsprozessen im Alltag aktiviert werden. Eine kurze Selbstinstruktion oder eine kleine bewusste körperliche Veränderung können dann, selbst in Stresssituationen, schnell beruhigend wirken.
Die Entspannungsreaktion steht im Gegensatz zur Stressreaktion. Beide Reaktionen unterliegen psychophysiologischen Prozessen in der Wechselwirkung zwischen psychischen Vorgängen und körperlichen Funktionen. Manche Entspannungsverfahren, wie zum Beispiel die progressive Muskelentspannung, nutzen stärker die Möglichkeit durch Veränderung körperlicher Funktionen auf psychische Vorgänge Einfluss zu nehmen, während andere Entspannungsverfahren, wie zum Beispiel das autogene Training, stärker die Möglichkeit nutzen, durch Veränderungen psychischer Vorgänge die körperlichen Funktionen zu beeinflussen. In beiden Vorgehensweisen kann sich der Übende über die Zusammenhänge zwischen seinen körperlichen Empfindungen und seinen Bewusstseinszuständen bewusster werden.
In der Übung eines Entspannungsverfahrens lernt der Übende seine Gedanken und seinen Körper bewusst zu beeinflussen. Eine in dieser Weise bewirkte Steigerung des Wohlbefindens und Linderung oder bessere Bewältigung von Beschwerden stärkt das Erleben von Selbstwirksamkeit, Selbstkontrolle und Selbstkompetenz.

## Übersicht Entspannungsverfahren

### Autogenes Training und Progressive Muskelentspannung
Das autogene Training und die progressive Muskelentspannung sind die beiden klinisch bedeutsamsten Entspannungsverfahren. Allein diese Verfahren wurden speziell zur Übung der Entspannungsreaktion entwickelt, während die meisten Methoden, die auch als Entspannungsverfahren angewendet werden, andere primäre Zielsetzungen haben. Beide Methoden sind relativ leicht zu erlernen. Eine fachkundige Anleitung wird empfohlen, aber es werden auch Bücher und Audio-CDs zum Selbststudium angeboten.

#### Autogenes Training
Das autogene Training ist ein von Johannes Heinrich Schultz in den 1930er-Jahren entwickeltes autosuggestives Entspannungsverfahren. Der Übende konzentriert sich auf kurze formelhafte Vorstellungen, die einige Zeit langsam wiederholt werden, wie zum Beispiel „Die Arme und Beine sind schwer.“ oder „Die Atmung geht ruhig und gleichmäßig.“

#### Progressive Muskelentspannung
Ungefähr zur gleichen Zeit, als Schultz das autogene Training entwickelte, entstand die progressive Muskelentspannung (auch progressive Muskelrelaxation) von Edmund Jacobson. Hier spannt der Übende einzelne Muskelgruppen an und lässt sie wieder los. Wesentliches Element der Übungen ist die Aufmerksamkeit des Übenden für die empfundenen Unterschiede zwischen Anspannung und Entspannung.

### Meditative Verfahren
Vielfältige Meditationmethoden und Yoga sind fernöstliche Praktiken mit spirituellem Hintergrund, die im Westen häufig säkularisiert wegen ihrer entspannenden Wirkung praktiziert und auch in die klinische Praxis integriert werden. Der Meditation und dem Yoga werden neben der Entspannungsreaktion weitergehende positive Wirkungen zugeschrieben.

#### Meditation
Im klinischen Bereich wird u. a. die Achtsamkeitsmeditation angewendet, wie sie im Zen und im Vipassana praktiziert wird und wie sie im Rahmen der Achtsamkeitsbasierten Stressreduktion als Entspannungsverfahren in der Verhaltenstherapie eingeführt wurde. Ähnlich verhält es sich mit der vorwiegend im englischsprachigen Raum verbreiteten Benson-Meditation, die dem Stressabbau dient.

#### Achtsamkeitsbasierte Stressreduktion
Die Achtsamkeitsbasierte Stressreduktion (Mindfulness-Based Stress Reduction – MBSR) ist ein Programm zur Stressbewältigung durch gezielte Lenkung von Aufmerksamkeit und durch Entwicklung, Einübung und Stabilisierung erweiterter Achtsamkeit. Teile des Programms werden u. a. im Rahmen verschiedener verhaltenstherapeutischer und psychodynamischer Therapiemethoden eingesetzt. Es wurde von dem Molekularbiologen Jon Kabat-Zinn in den späten 1970er Jahren in den USA entwickelt.

#### Yoga
In der zweiten Hälfte des 20. Jahrhunderts entstand ein säkularisiertes Yoga, das vor allem wegen seiner positiven Effekte, sowohl auf die physische als auch auf die psychische Gesundheit, praktiziert wird. In Achtsamkeit praktizierte Körperstellungen (Asanas) und Atemübungen (Pranayama) bewirken eine Entspannungsreaktion. Eine Asana, Shavasana, wird auf Deutsch direkt „Entspannungslage“ genannt.

### Hypnose
Mit Hypnose können Trancen mit tiefen Entspannungszuständen induziert werden. Eine Hypnose, bei der lediglich ein tiefer Entspannungszustand ausgelöst wird und keine Suggestionen (Affirmationen) verwendet werden, nennt man Leerhypnose. Eine Hypnose im eigentlichen Sinne mit Suggestionen (Affirmationen) ist ein tiefer Entspannungszustand mit zusätzlichen Anweisungen an das Unterbewusstsein.
Eine Hypnose kann auch als Selbsthypnose durchgeführt werden. Das Autogene Training ist eine standardisierte Form der Selbsthypnose.

### Imaginative Verfahren
Fantasiereisen, Imaginationen oder Visualisierungen dienen, wenn sie als Entspannungsmethoden genutzt werden, der Vertiefung der Entspannung und sind oft Teil anderer Entspannungsverfahren wie die Oberstufe des Autogenen Trainings oder in einigen Formen der Meditation.

### Biofeedback
Seit den 1960er-Jahren werden Biofeedback-Verfahren entwickelt und erforscht. Bei dieser Methode werden dem Übenden biologische Körperfunktionen, die normalerweise nicht wahrgenommen werden können, wie zum Beispiel Puls, Hautleitwert oder Hirnströme mittels elektronischer Hilfsmittel akustisch oder visuell zurückgemeldet und damit bewusst gemacht. Der Übende lernt, autonome Körperfunktionen willentlich und objektiv messbar zu beeinflussen. Biofeedback-Methoden können als eigenständige Verfahren angewendet oder zur Unterstützung beim Erlernen von Entspannungsverfahren genutzt werden.

### Entspannung in Bewegung
Neben den in ruhender, meist sitzender oder liegender, Haltung geübten Entspannungsverfahren gibt es selbstständig übbare Methoden, die durch achtsame Bewegungen eine Entspannungsreaktion bewirken. Die erreichbare Entspannungsreaktion ist in diesen Übungen kleiner als in Übungen mit ruhender Haltung. Die Übungen sind als Entspannungsverfahren besonders für Menschen geeignet, denen eine längere ruhende Haltung schwerfällt oder die in der ruhenden Haltung zur Schläfrigkeit neigen.

#### Qigong und Taijiquan
Die fernöstlichen Methoden Qigong und Taijiquan dienen vorrangig der langsamen, meditativen Übung harmonischer fließender Bewegungen.

#### Körpertherapiemethoden
In einigen Körpertherapiemethoden wurden Übungen entwickelt, die außerhalb von Therapiesitzungen geübt werden können. Dazu zählen die Alexander-Technik, die Feldenkrais-Methode, die Konzentrative Bewegungstherapie (KBT) und Atemtherapie-Methoden sowie die Funktionelle Entspannung.

### Focusing
Focusing eignet sich durch das Konzept des Felt Sense als eigenständige Methode zur Entspannung sowie zur vertieften Anwendung jeder anderen Entspannungsmethode.

### Sophrologie
Die Sophrologie wurde 1960 von Alfonso Caycedo entwickelt. Das autogene Training und die progressive Muskelentspannung wurden angepasst zu festen Bestandteilen der Methode. Zudem finden sich in der Sophrologie sowohl Elemente aus der existentiellen Phänomenologie, der Axiologie, als auch Aspekte aus dem japanischen Zen, dem tibetanischen Buddhismus und dem indischen Raja Yoga.

## Wirkungen
Während der Übung eines Entspannungsverfahrens können aktuelle Spannungszustände oft schnell gelöst und chronische Spannungszustände reduziert werden. Nach drei bis vier Wochen regelmäßiger Übung wird der entspannende und beruhigende Effekt im Alltag spürbar, einerseits als eine größere allgemeine Gelassenheit und andererseits als eine bessere Fähigkeit der Selbstregulation, indem der geübte Entspannungszustand willentlich hergestellt werden kann. Entspannungsverfahren sind grundlegende Elemente des Stressmanagements.
Aufgrund der unspezifischen Wirkung der Entspannungsverfahren ist das therapeutische Anwendungsspektrum sehr breit. Sie sind in der Behandlung von zahlreichen psychischen und körperlichen Störungen und Krankheiten, oft als Zusatzmaßnahme, indiziert. Zu den psychischen Störungen, bei denen Entspannungsverfahren eingesetzt werden, gehören stressbedingte Störungsformen, Angststörungen, Belastungs- und Anpassungsstörungen, leichte bis mittelgradige depressive Störungen, Sprechstörungen, Aufmerksamkeitsdefizit-Syndrome, und Störungen infolge von Substanzmissbrauch. Körperliche Erkrankungen, bei denen eine Wirksamkeit der Entspannungsverfahren nachgewiesen werden konnte, sind Bluthochdruck, koronare Herzerkrankungen, periphere Durchblutungsstörungen, Asthma bronchiale, gastrointestinale Störungen, Kopfschmerzen vom Migräne- und Spannungstyp, akute und chronische Schmerzen, Schlafstörungen, sexuelle Funktionsstörungen und somatoforme Störungen.
Bei psychotischen Störungen, schweren depressiven Episoden, Zwangsstörungen und hypochondrischen Störungen können Kontraindikationen bestehen.

## Anwendungsbereiche
Entspannungsverfahren finden in der Psychotherapie und in der psychosomatischen Medizin, sowohl in tiefenpsychologisch als auch in verhaltenstherapeutisch orientierten Psychotherapieverfahren Anwendung. In psychosomatischen Kliniken werden oft mehrere unterschiedliche Entspannungsverfahren angeboten. Entspannungsverfahren werden auch in der Prävention, in der Rehabilitation, in der Sporttherapie, im Wellnessbereich und allgemein im gesundheitstouristischen Sektor angewendet. Sie sind Bestandteil vieler Volkshochschulprogramme. Die Kurse einiger Entspannungsverfahren werden von den Krankenkassen bezuschusst.